# Iga (Königreich)
Igā (KURi-GA, KURi-ga) ist ein eisenzeitliches Reich im nördlichen Anatolien, das aus Inschriften der urartäischen Könige Argišti I.  und Sarduri II. bekannt ist. Seine Hauptstadt war Maqaltū, von dem Diakonov annimmt, dass es bei Taşköprü nahe dem Südwestufer des Çıldır-Sees lag. Nach der Horhor-Inschrift des Argišti (2. Regierungsjahr) lag es in der Nähe von Eriaḫi und Kuriani. Die Taşköprü-Inschrift des Sarduri II. berichtet von dem Feldzug gegen die Hauptstadt Maqaltū und über die Befestigung des Landes Uḫimeali.
König und Diakonov nehmen an, dass Igā eventuell mit Ijā identisch ist, das ebenfalls aus der Horhor-Inschrift von Argišti I. bekannt ist. Ein Wechsel von g zu j ist im Urartäischen öfter zu beobachten. Zu der Lage von Ijā gibt es keine Hinweise, außer dass es in der Nähe von Erateli lag.

## Herrscher
- Kapuru(ni) zur Zeit von Sarduri[4]